# Friedrich von Blittersdorf
Friedrich Landolin Karl von Blittersdorf, född 14 februari 1792 i Mahlberg, död 16 april 1861 i Frankfurt am Main, var en badensisk friherre och politiker.
Blittersdorff utmärkte sig såsom Badens ombud i Frankfurt am Main vid tyska förbundsförsamlingen 1821–35 och 1843–48 för den strängaste konservatism och iver att hålla alla frihetsrörelser nere i de stater, som tillhörde Tyska förbundet. Som badensisk hus- och utrikesminister verkade han i samma anda och kom i den häftigaste konflikt med lantdagen, vars andra kammare han 1841 upplöste. Efter 1848 levde han i tillbakadragenhet, harmsen över de av honom bekämpade nya idéernas framgångar. I arbetet Einiges aus der Mappe des Freiherrn von Blittersdorff (1849) framlade han sin politiska åskådning.